# Hingganite-(Ce)
La hingganite-(Ce) è un minerale appartenente al supergruppo della gadolinite.